# تادئوش بیائوشچینسکی
تادئوش بیائوشچینسکی (لهستانی: Tadeusz Białoszczyńskii؛ ‏ ۲۵ نوامبر ۱۸۹۹–۲۴ ژانویه ۱۹۷۹) بازیگر اهل لهستان بود.
از فیلم‌ها یا مجموعه‌های تلویزیونی که وی در آن‌ها نقش داشته‌است، می‌توان به جوانی شوپن، قماری بالاتر از زندگی، سرزمین موعود، گهواره، گفتار پایانی نورنبرگ، شوالیه‌های تتونیک و سه قلب اشاره نمود.